# Götz Spielmann

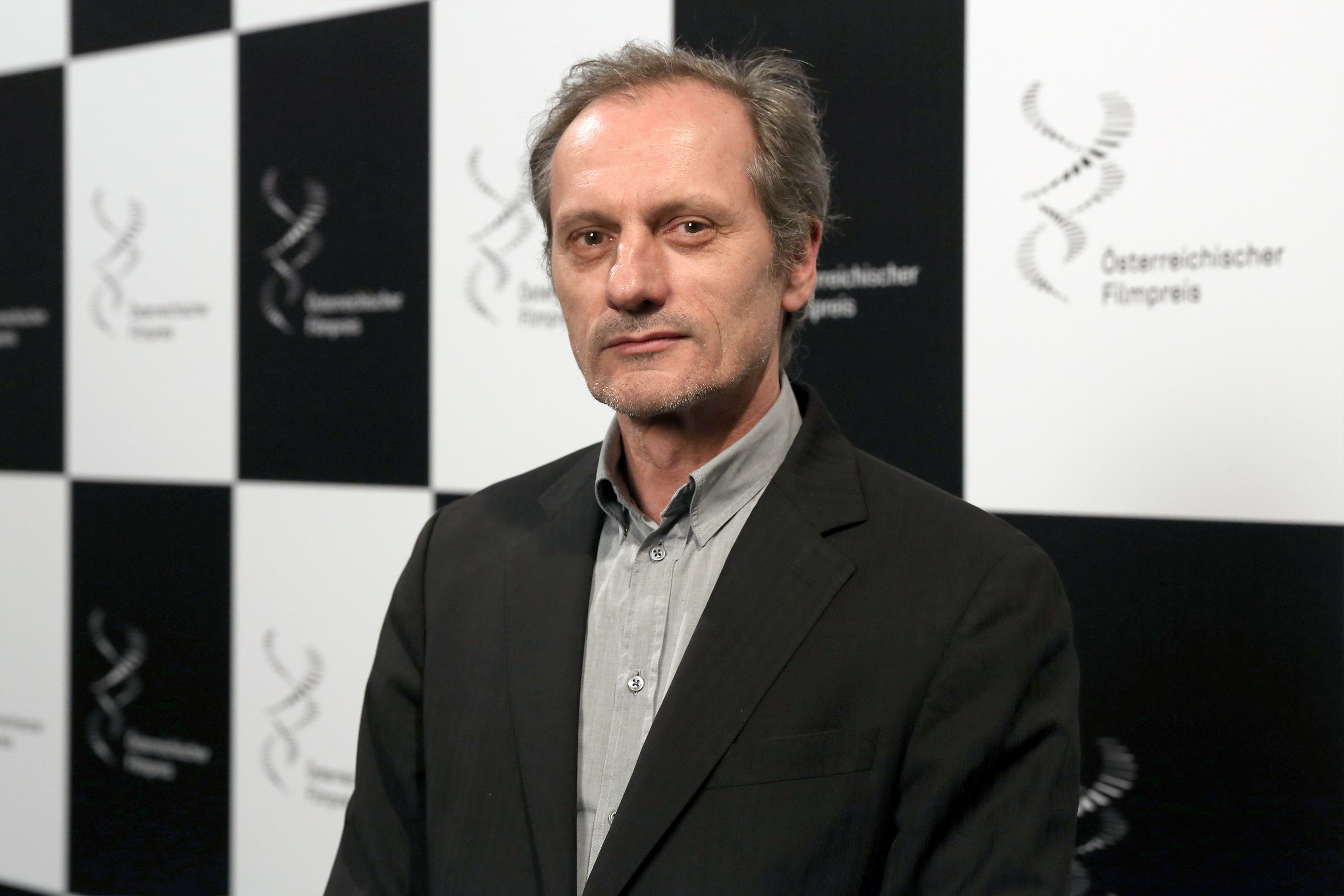
Götz Spielmann (2014)

Götz Spielmann (* 11. Juni 1961 in Wels, Österreich) ist ein österreichischer Filmregisseur und Drehbuchautor. Er zählt zu den wichtigsten zeitgenössischen österreichischen Autorenfilmern.

## Leben und Wirken
Götz Spielmann wurde in Wels geboren und wuchs in Wien auf. Er besuchte das Gymnasium Wasagasse im neunten Wiener Gemeindebezirk. Bereits in der Schulzeit begann er Drehbücher zu schreiben und Kurzfilme zu inszenieren. 1978 wurde erstmals ein Kurzfilm von ihm im Fernsehen gezeigt, den er in einem Schulprojekt verwirklicht hatte. Nach der Matura ging Spielmann für einige Monate nach Paris. Nach der Rückkehr im Jahr 1980 begann er ein Studium an der Filmakademie Wien in den Fächern Regie unter Harald Zusanek und Axel Corti. Er schloss das Studium 1987 mit der Diplomarbeit Vergiß Snider! ab, für die er 1988 den Sonderpreis des Max-Ophüls-Festivals erhielt.
Sein Spielfilmdebüt absolvierte Spielmann 1990 als Regisseur des Dramas Erwin und Julia mit Heinz Weixelbraun und Julia Stemberger in den Hauptrollen. 1993 gewann er für seinen Film Der Nachbar den Wiener Filmpreis auf der Viennale.
Die Filme Die Fremde (2000) und Antares (2004) waren Österreichs Einreichungen für eine Oscar-Nominierung in der Kategorie Bester fremdsprachiger Film. Antares lief auf über dreißig internationalen Festivals.
2006 gründete er gemeinsam mit Sandra Bohle seine eigene Filmproduktionsgesellschaft, die Spielmannfilm. Im selben Jahr begann Spielmann auch für das Theater tätig zu werden. Am 5. Jänner 2007 erlebte mit Imperium sein erstes Theaterstück Premiere in den Linzer Kammerspielen des Landestheaters Linz.
2008 präsentierte Spielmann das unkonventionelle Drama Revanche, das an der Berlinale 2008 uraufgeführt und mit dem Art-Cinéma-Award sowie dem Label Europa Cinemas ausgezeichnet wurde. In Filmkritiken wird der Film häufig als Spielmanns bisher beste Regieleistung sowie als einer der besten an der Berlinale gezeigten Filme bezeichnet. Noch im selben Jahr wurde der Film offizieller österreichischer Beitrag für eine Nominierung um den besten fremdsprachigen Film bei der Oscarverleihung 2009 ausgewählt.
Am 22. Jänner 2009 wurde bekannt, dass Revanche neben Die Klasse, Der Baader Meinhof Komplex, Nokan – Die Kunst des Ausklangs und Waltz with Bashir für den Oscar 2009 als bester fremdsprachiger Film nominiert wurde.
Am 11. Februar 2010 hatte Spielmanns Theaterstück Imperium mit Peter Simonischek in der Rolle des Bordellbesitzers Wessely am Schauspielhaus Graz Premiere. Regie führte Spielmann selbst.
Spielmann ist verheiratet und lebt mit seiner Frau und Tochter in Wien. Bis 2010 war er Vorstandsmitglied des Verbands Filmregie Österreich.
Seit 2011 leitet Götz Spielmann die Drehbuchklasse an der Filmakademie Wien.

## Filmografie

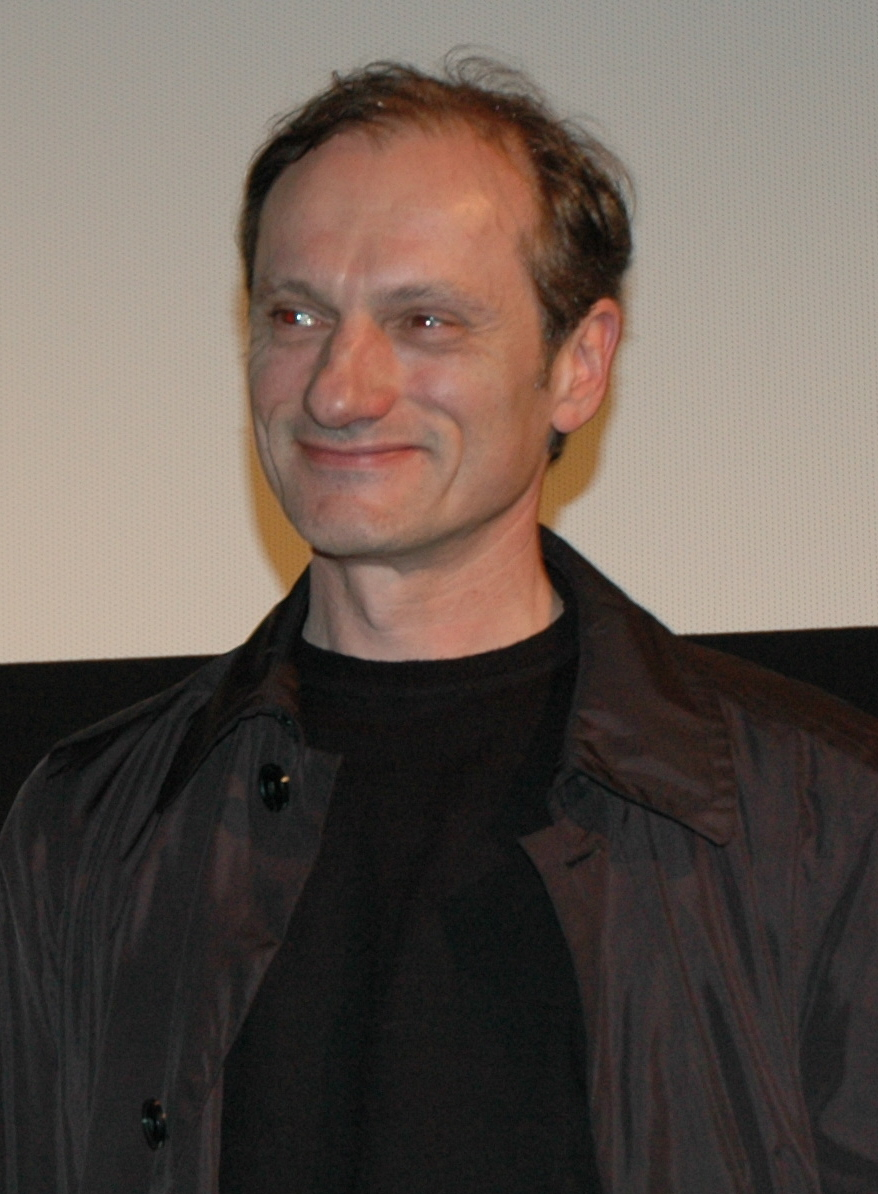
Götz Spielmann bei der Präsentation von Revanche am Crossing Europe Filmfestival in Linz

Filme von Götz Spielmann als Regisseur und Drehbuchautor, sofern nicht anders angegeben (Auswahl):
Kinofilme:
- 1987: Vergiß Snider!
- 1990: Erwin und Julia
- 1993: Der Nachbar
- 1995: Liebe Lügen (nur Drehbuch; Regie: Christof Schertenleib)
- 1998: Fever (nur als Schauspieler)
- 2000: Die Fremde
- 2004: Antares
- 2008: Revanche
- 2013: Oktober November

Fernsehfilme:
- 1993: Dieses naive Verlangen
- 1996: Die Angst vor der Idylle
- 2001: Spiel im Morgengrauen
- 2022: Landkrimi – Der Schutzengel (Fernsehreihe)

Kurzfilme:
- 1984: Fremdland
- 1985: Abschied von Hölderlin

## Auszeichnungen

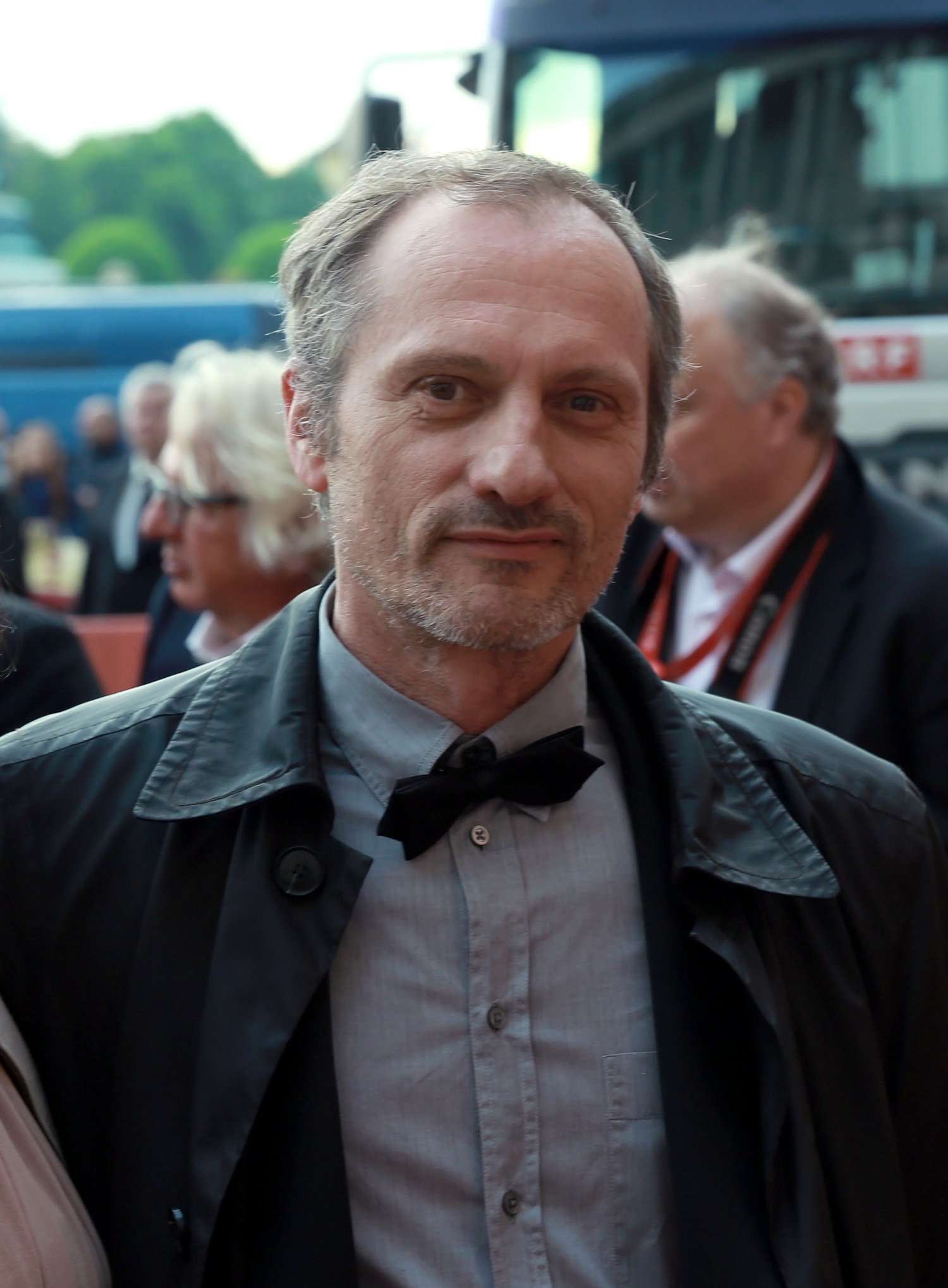
Götz Spielmann (Romy 2014)

- 1985 – Internationales Festival der Filmhochschulen München: Jurypreis für Fremdland
- 1988 – Filmfestival Max Ophüls Preis: Sonderpreis für Vergiß Sneider!
- 1991 – Nominierung für den Goldenen Leoparden beim Internationalen Filmfestival von Locarno für Erwin und Julia
- 1993 – Viennale: Wiener Filmpreis für Der Nachbar
- 1994 – Erich-Neuberg-Preis für Dieses naive Verlangen als beste Regieleistung bei einer ORF-Produktion
- 2004 – Nominierung für den Goldenen Leoparden beim Internationalen Filmfestival von Locarno für Antares
- 2005 – Kulturpreis des Landes Oberösterreich in der Sparte „Film“
- 2008 – Filmkunstfest Mecklenburg-Vorpommern: Hauptpreis Der Fliegende Ochse für Revanche
- 2008 – Diagonale: Großer Preis der Diagonale für Revanche als Bester Spielfilm
- 2008 – Internationale Filmfestspiele Berlin
  - Label Europa Cinemas für Revanche als bester europäischer Film der Programmschiene Panorama
  - Art-Cinéma-Award der CICAE (Confédération Internationale des Cinémas D´Art et Essai) für Revanche
- 2009 – Nominierung für den Oscar als Bester fremdsprachiger Film für Revanche
- 2009 – Österreichischer Würdigungspreis für Filmkunst
- 2014 – Romy für das beste Buch zu einem Kinofilm für Oktober November
- 2014 – Thomas-Pluch-Drehbuchpreis für Oktober November